# Careproctus bowersianus
Careproctus bowersianus és una espècie de peix pertanyent a la família dels lipàrids.

## Descripció
- La femella fa 15,6 cm de llargària màxima.
- Aleta caudal arrodonida.
- Nombre de vèrtebres: 57 - 59.
- És de color vermell.[5]

## Hàbitat
És un peix marí i batidemersal que viu entre 629 i 800 m de fondària.

## Distribució geogràfica
Es troba als mars de Bering i d'Okhotsk.

## Observacions
És inofensiu per als humans.